# Biagio Marini
Biagio Marini (Brescia, 5 de febrero de 1594-Venecia, 20 de marzo de 1663) fue un violinista y compositor italiano de la primera mitad del siglo XVII.
Nació en Brescia y estudió música bajo la tutela de su tío, él también compositor Giacinto Bondioli. Viajó mucho a lo largo de su vida, y desarrolló su actividad artística al servicio de diferentes nobles en Bruselas, Neuburg an der Donau, Venecia, Padua, Parma, Ferrara, Milán, Bérgamo y Brescia. Se casó 3 veces y tuvo 5 hijos. 
Escribió obras musicales tanto de carácter vocal como instrumental, y es principalmente conocido por estas últimas, sobre todo obras para violín, aunque también para trombón, fagot y cornetto.

## Obras

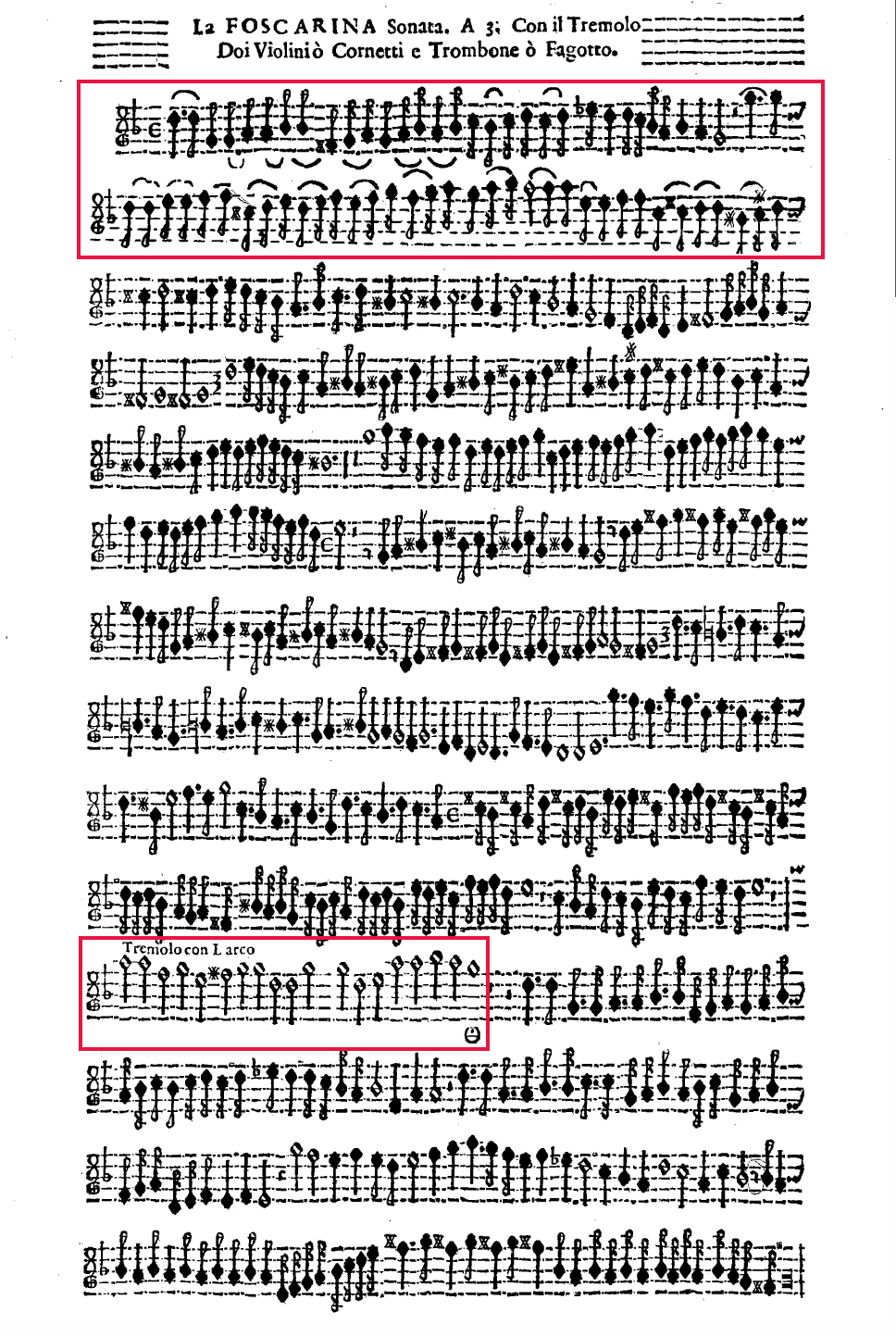
La Foscarina, sonata a 3 voces, para dos violines o dos cornetti y un trombón o un fagot (1617).

- Op. 1 Affetti musicali (1617)
- Op. 2 Madrigali e symfonie
- Op. 3 Arie, madrigali et corenti
- Op. 5 Scherzi e canzonette
- Op. 6 Le lagrime d’Erminia in stile recitativo
- Op. 7 Per le musiche di camera concerti
- Op. 8 Sonate, symphonie, canzoni, passemezzi, baletti, corenti, gagliarde e retornelli (1629)

- Op. 9 Madrigaletti
- Op. 13 Compositioni varie per musica di camera
- Op. 15 Corona melodica
- Op. 16 Concerto terzo delle musiche da camera
- Op. 18 Salmi per tutte le solennità dell’anno concertati nel moderno stile
- Op. 20 Vesperi per tutte le festività dell’anno
- Op. 21 Lagrime di Davide sparse nel miserere
- Op. 22 Per ogni sorte di strumento musicale diversi generi di sonate, da chiesa, e da camera (1655)
- 2 motets